# Adam Kubert
Adam Kubert Fogelson, nacido el 6 de octubre de 1959 en Booton, Nueva Jersey, Estados Unidos es un artista de cómics estadounidense, cuyos trabajos han sido publicados por Marvel Comics, Dark Horse Comics y DC Comics, entre otras editoriales. Es hijo de Joe Kubert y hermano de Andy Kubert, ambos también artistas de cómics.

## Biografía
Adam Kubert se graduó como ilustrador médico, también asistió a la Joe Kubert School of Cartoon and Graphic Art. Su primer trabajo largo destacable como dibujante fue a principios de los años 90 en Wolverine durante la etapa de Larry Hama como guionista. Luego, siguiendo en Marvel Comics, trabajaría con Peter David en Hulk y en numerosos períodos de varios títulos de los X-Men.
En 1991 entintó a su hermano Andy en la primera miniserie de Batman versus Predator, trabajo por el que recibió un premio Eisner.
En 2005 firmó un contrato en exclusiva para DC Comics, donde ha trabajado principalmente en obras relacionadas con Superman.
Actualmente es también profesor en la Joe Kubert School of Cartoon and Graphic Art. Ha llegado a enseñar a grandes talentos del cómic. Entre ellos se encuentran los artistas David Nakayama y Elisa Féliz.[cita requerida]
- Datos: Q350235
- Multimedia: Adam Kubert / Q350235